# FK Deportivo Alaves
Fudbalski klub Deportivo Alaves, poznatiji samo kao Alaves, španski je fudbalski klub iz pokrajine Baskije. Klub je osnovan 1921. godine pod imenom Sport Friend's Club. Domaće utakmice Alaves igra na stadionu Mendizoroca sa kapacitetom 19.840 mesta. Domaći dresovi Alavesa su plavo-beli.

## Istorija
Najveći uspeh Alavesa u istoriji bio je Finale Kupa UEFA 2001. godine, kad su u finalu zlatnim golom izgubili 5-4 od Liverpula. Oko 1950. klub se nalazio u prvom rangu, međutim posle nekoliko sezona klub je pao u Segundu. Sezone 1994/95 Alaves se vratio u društvu najboljih španskih klubova.

## Baskijski Derbi
Baskijski derbi je derbi pokrajine Baskije između Alavesa i Atletik Bilbaa.
Alaves je poslednjih godina počeo rivalstvo i sa malim klubom iz Eibara koji je od pre 10-ak godina član Primere.

## Spoljašnje veze
- Official website Архивирано на веб-сајту  (8. фебруар 2011) (језик: шпански)
- Club history at El Correo Архивирано на веб-сајту  (1. јул 2019)(језик: шпански)
- Futbolme team profile (језик: шпански)
- Glorioso, unofficial website (језик: шпански)
- Terra club info Архивирано 2013-01-06 на сајту  (језик: шпански)